# Velocípedo de vapor Michaux-Perreaux
El velocípedo de vapor Michaux-Perreaux era un vehículo fabricado en Francia en algún momento entre 1867 y 1871, consistente en una bicicleta de hierro (todavía sin transmisión por cadena) construida por Pierre Michaux, a la que dotó de un pequeño motor de vapor comercial diseñado por Louis-Guillaume Perreaux. Es uno  de los tres vehículos considerados como la posible primera motocicleta, junto con el velocípedo de vapor Roper de 1867-1868, y el Daimler Reitwagen de 1885, el primer vehículo de dos ruedas impulsado por un motor de explosión. Perreaux continuó el desarrollo de su biciclo de vapor, y exhibió una versión triciclo en 1884. El único velocípedo Michaux-Perreaux  de vapor fabricado, actualmente es propiedad del Museo de la l'Île-de-France (Sceaux), y fue expuesto en el Museo Solomon R. Guggenheim con ocasión de la muestra denominada El Arte de la Motocicleta, celebrada en Nueva York en 1998.

## ¿La primera motocicleta?
El especialista del motor L. J. K. Setright ha comentado que "La manera más sencilla de definir una motocicleta es como una bicicleta propulsada por un motor térmico; y si  aceptamos esta definición, también tenemos que admitir que su prototipo es inidentificable, amortajado entre las neblinas de la antigüedad industrial". Las máquinas de Michaux-Perreaux y de Roper han sido datadas por autoridades diferentes en 1867, 1868, y 1869, por lo que no está claro cuál pudo ser la primera.
Ambos velocípedos de vapor son rechazados como la primera motocicleta por otros expertos, como Kevin Cameron, Editor Técnico de la revista Cicle World, quien argumenta que una verdadera motocicleta tiene que utilizar un motor de gasolina de combustión interna, y que por lo tanto, debe compartir la misma tecnología de realizaciones de éxito posteriores que se llegaron a producir  en masa, y no ser un 'callejón sin salida'. En esta línea, considera el Daimler Reitwagen de 1885 (construido por Wilhelm Maybach y Gottlieb Daimler) como la primera auténtica motocicleta.
Después del periodo experimental de las  motocicletas de vapor y de combustión interna, la incertidumbre desaparece cuando se aborda la cuestión de la primera motocicleta de producción. La Hildebrand & Wolfmüller, con un  motor de cuatro tiempos refrigerado por agua de 1489 cc, fue a partir de 1894 la primera motocicleta producida en cantidad y vendida comercialmente.

### Año de origen

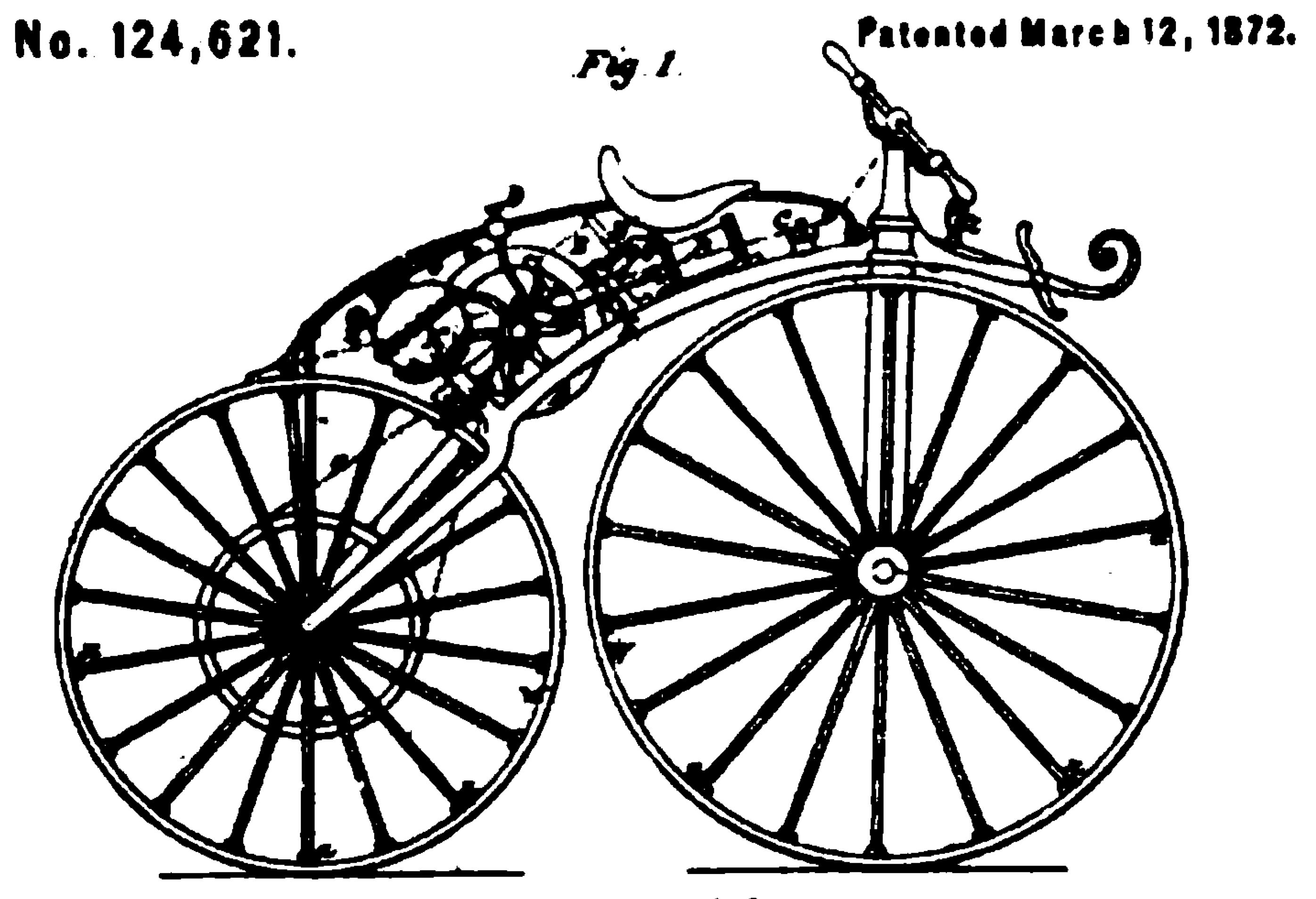
Dibujo de 1872 de la patente.

El año más temprano sugerido como origen del velocípedo de vapor Michaux-Perreaux es 1867, que podría ser el mismo año o algo anterior que el que se baraja para el velocípedo de Roper, que según varias fuentes autorizadas podría datar de 1867, aunque algunos historiadores del motociclismo como Charles M. Falco y David Burgess-Wise, así como el columnista de la publicación Motorcycle Consumer News, Glynn Kerr, lo fechan después de 1868, y el  miembro del Salón de la Fama de la AMA y especialista del motor Mick Walker lo sitúa en 1869. Walker también data el vehículo de Michaux-Perraux en 1869, declarando un empate entre ambos. Louis-Guillaume Perreaux patentó su velocípedo de vapor el 26 de diciembre de 1869, mientras que Roper no patentó ninguno de sus vehículos de vapor, y Daimler obtuvo la patente de su Reitwagen el 29 de agosto de 1885. El editor de Classic Bici, Hugo Wilson, argumenta que el Perreaux-Michaux posee patentes para verificar su fecha de origen,  por lo que se le debe dar prioridad sobre Roper, incluso si ambos probablemente aparecieron en el mismo año.

### Definición de la primera motocicleta
El Oxford English Dictionary y otros diccionarios definen motocicleta como "un vehículo de dos ruedas con un motor de combustión interna". Esta definición de la motocicleta ha servido para casi el siglo XX entero, hasta que los modelos eléctricos y diésel se hicieron cada vez más populares y fueron aceptados como motocicletas sin ninguna duda.
Un argumento diferente a favor del Reitwagen, equipado con un motor de combustión interna, es que se convirtió en el prototipo para virtualmente todos los diseños  exitosos posteriores, especialmente en todo lo relativo a su planta motriz. Cameron ha afirmado que, "la historia se fija en las cosas que tienen éxito, no en las que fallan". Por su parte, Glynn Kerr ignorando el Michaux-Perraux altogether y abanderando el vehículo de Roper, afirma que en justicia, el Daimler Reitwagen debería ser llamado "el predecesor de todos los vehículos con motor de gasolina que han circulado por tierra, mar, o aire", pero no una verdadera motocicleta, porque  utilizaba dos ruedas laterales estabilizadoras adicionales para mantenerse en equilibrio, y no se podía inclinar. Aún más, Kerr señala que este diseño no refleja los estándares de Daimler y Maybach y su habilidad en el campo de la ingeniería, porque por entonces mostraron ningún interés en la motocicleta, que solo fue un banco de pruebas para su motor, e inmediatamente el Reitwagen cayó en el olvido a favor de un coche de cuatro ruedas, de un globo de aire caliente y de una motora como objetivo de sus investigaciones. David Burgess-Wise califica al Reitwagen de "una burda improvisación", considerando que "como vehículo de dos ruedas, llevaba veinte años de retraso".

## Desarrollo

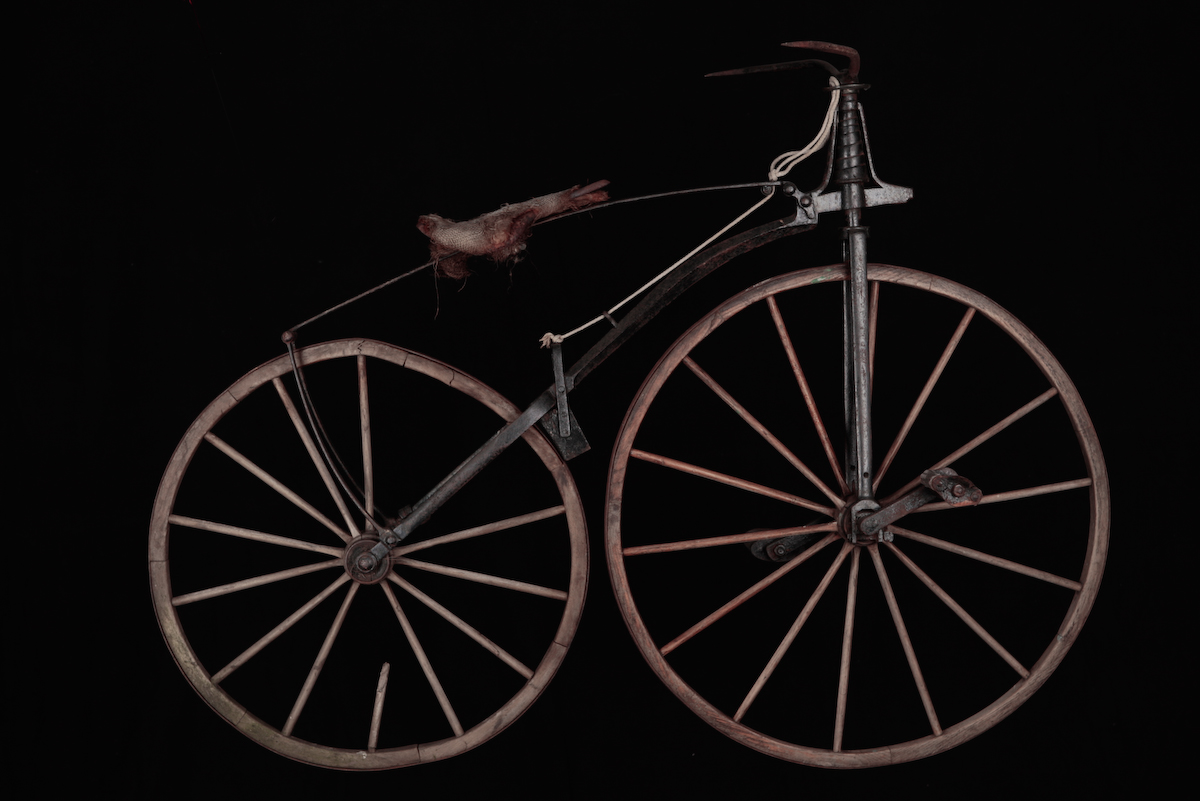
El velocípedo Michaux incorporaba un tubo de dirección recto y vertical, y un freno de zapata.

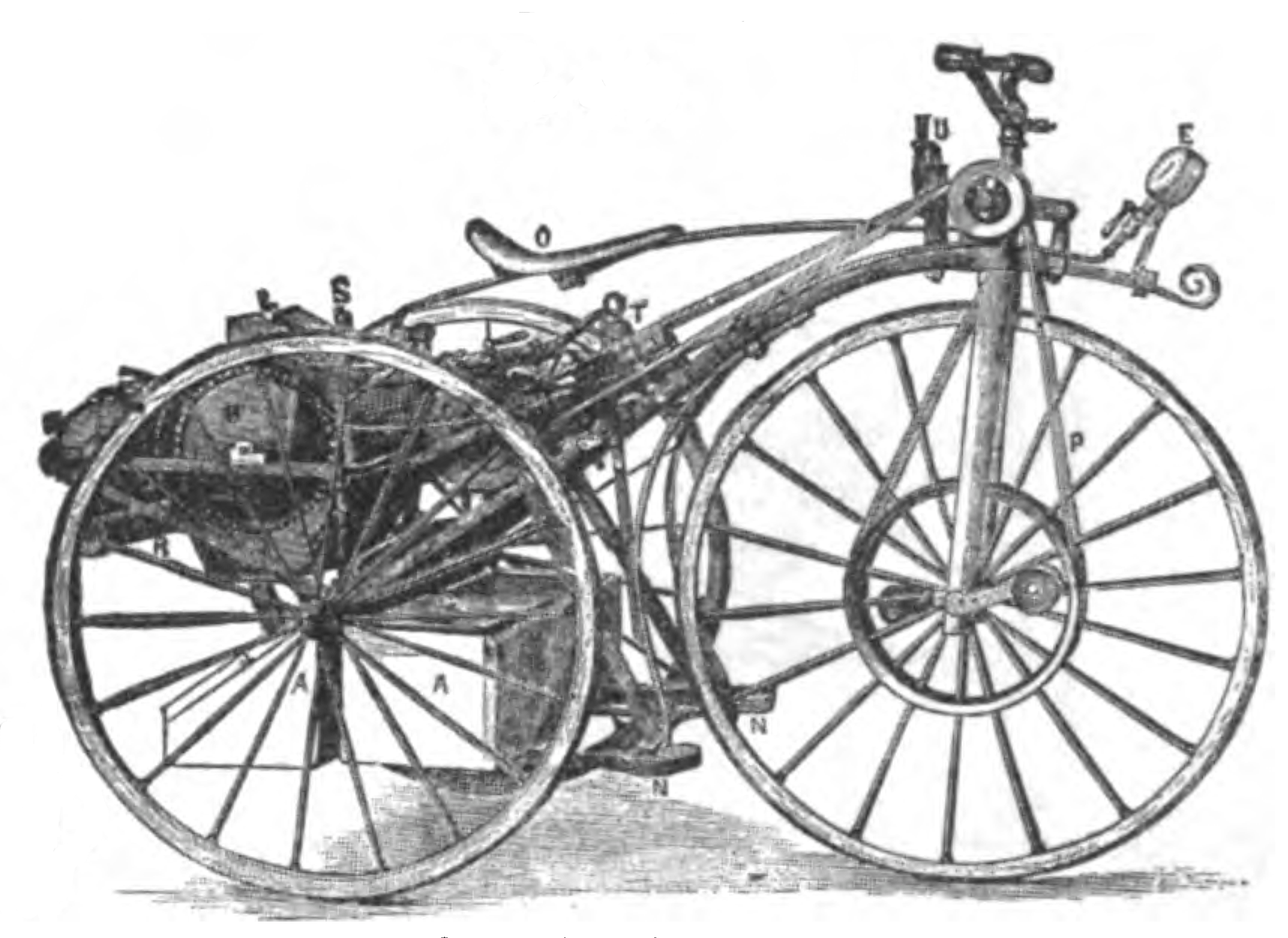
Dibujo de la versión triciclo, hacia 1884

El hijo de Pierre Michaux, Ernest, es reconocido por L. J. K. Setright y David Burgess-Wise como el artífice de la instalación del motor patentado Perreaux al velocípedo, mientras que Charles M. Falco considera que fue Louis -Guillaume Perreaux. La máquina de Michaux-Perreaux se construyó utilizando la primera bicicleta de pedales comercialmente exitosa, un tipo de velocípedo de hierro del que Michaux había estado construyendo unas 400 unidades al año desde 1863. El motor monocilíndrico de vapor Perreaux, utilizaba un quemador de alcohol, y transmitía su empuje a la rueda trasera mediante dos correas de transmisión de cuero flexible. Un medidor de la presión de vapor  estaba montado a la vista del conductor por encima de la rueda delantera, y el paso del vapor al cilindro se regulaba mediante un accionamiento manual. La base del velocípedo Michaux montaba un freno de zapata, pero la versión de vapor no tenía frenos. El motor pesaba 62 kg, y el peso total del velocípedo de vapor estaba entre 87 y 88 kg. El 14 de junio de 1871 a la patente de Perreaux se le añadió la eliminación de las manivelas y pedales de la rueda delantera, y utilizando un cuadro arqueado en vez de uno recto para alojar el motor. A pesar de que el velocípedo de vapor era funcional, no tuvo sucesores comerciales.
Solo se construyó un único ejemplar de la máquina original de 1867–1871, pero hacia 1884, Perreaux presentó en la Exposición Industrial celebrada en los Campos Elíseos de París una versión triciclo de su velocípedo de vapor, con dos ruedas traseras y la correa de transmisión propulsando la rueda delantera. El quemador de alcohol y el motor eran muy similares al original, desarrollando una presión de vapor de ½ atm (250 kPa) con su caldera de 2.8 l, alcanzando una velocidad de entre 24 y 29 km/h. Los depósitos de agua eran suficientes para unas dos o tres horas de operación, de lo que resultaba una autonomía de entre 50 y 90 km.